# Эскадренные миноносцы типа «Харусамэ»
Эскадренные миноносцы типа «Харусамэ» (яп. 春雨型駆逐艦 Харусамэгата кутикукан) — тип японских эскадренных миноносцев.
Первые японские эсминцы собственной постройки.

## Строительство
Семь эсминцев строились в Японии по судостроительной программе 1896 года, на основе проекта предыдущего типа, разработанного английской компанией «Торникрофт».
Отличались от них использованием трехбарабанных тонкотрубных котлов «Кампон» японского производства, более длинным и широким корпусом по причине их больших габаритов, а также наличием кожуха котельных отделений.
Из-за некачественной постройки и худших характеристик японских котлов реальная мощность силовой установка и как следствие — скорость оказались меньше проектных значений, составив в среднем 5250 л. с. и 28,95 узлов при полагавшихся 6000 л. с. и 29 узлах.
На корабли этого типа изначально устанавливалось второе 75-мм орудие (в носовой части) и радиостанция, в отличие от предыдущих японских эсминцев, которые были аналогичным образом модернизированы уже в ходе русско-японской войны.
Корабли постройки Йокосуки («Харусамэ», «Мурасамэ», «Асагири» и «Хаятори») и Куре («Ариакэ», «Фубуки» и «Арарэ») различались внешне положением грот-мачты: на первых она стояла позади торпедных аппаратов, на вторых — между ними.

## История службы
Построенные в Йокосуке и вступившие в строй до начала русско-японской войны «Хаятори», «Харусамэ», «Мурасамэ» и «Асагири» составили 4-й отряд эсминцев. В составе 2-й эскадры принимали участие в блокаде Порт-Артура.
Во время сражения в Жёлтом море 10 августа 1904 года «Асагири» получил попадания нескольких снарядов с русских кораблей (9 убитых, серьёзные повреждения).
3 сентября 1904 года на мине, поставленной русским эсминцем «Скорый», подорвался и затонул «Хаятори» вместе с 20 членами экипажа.
10 октября 1904 года был повреждён в результате подрыва на мине «Харусамэ»(8 раненых).
Ко времени Цусимского сражения в строй вошли построенные в Куре «Ариакэ», «Арарэ» и «Фубуки», которые (вместе с «Харусамэ») вошли в 1-й отряд эсминцев. Во время боя 27 мая артиллерией русских кораблей были повреждены «Мурасамэ» и «Харусамэ», причем последний пострадал ещё и при столкновении с «Югири».
После окончания войны во время сильного шторма в Японском море 24 ноября 1911 года затонул «Харусамэ» (45 погибших). В декабре 1911 года был поднят и позже сдан на слом.
«Асагири» и «Мурасамэ» принимали участие в блокаде Циндао. В 1922 году оба корабля были разоружены и использовались как корабли-мишени, в 1926 году сданы на слом.
«Арарэ» и «Фубуки» пошли на слом в 1924 году, «Ариакэ» некоторое время использовался как полицейское судно.

## Представители серии
| Название                                      | Место постройки  | Заложен               | Спущен на воду       | Вступил в строй       | Судьба                                                                |
| --------------------------------------------- | ---------------- | --------------------- | -------------------- | --------------------- | --------------------------------------------------------------------- |
| Харусамэ (яп. 春雨 Мелкий весенний дождь)     | Йокосука, Япония | 11 февраля 1902 года  | 31 октября 1902 года | 26 июня 1903 года     | Затонул во время шторма 24 ноября 1911 года, поднят и сдан на слом    |
| Мурасамэ (яп. 村雨 «Короткий сильный ливень») | Йокосука, Япония | 30 марта 1902 года    | 29 ноября 1902 года  | 7 июля 1903 года      | Сдан на слом в 1926 году                                              |
| Хаятори (яп. 速鳥 «Стремительная птица»)      | Йокосука, Япония | 15 апреля 1902 года   | 12 марта 1903 года   | 24 августа 1903 года  | Затонул после подрыва на мине у Порт-Артура 3 сентября 1904 года      |
| Асагири (яп. 朝霧 «Утренний туман»)           | Йокосука, Япония | 15 марта 1902 года    | 15 апреля 1903 года  | 18 сентября 1903 года | Сдан на слом в 1926 году                                              |
| Ариакэ (яп. 有明 «Рассвет»)                   | Куре, Япония     | 30 июня 1904 года     | 17 декабря 1904 года | 15 марта 1905 года    | Списан в декабре 1924 года, позже использовался как полицейское судно |
| Фубуки (яп. 吹雪 «Метель»)                    | Куре, Япония     | 29 сентября 1904 года | 21 января 1905 года  | 28 февраля 1905 года  | Сдан на слом 1 апреля 1924 года                                       |
| Арарэ (яп. 霰 «Град»)                         | Куре, Япония     | 29 октября 1904 года  | 5 апреля 1905 года   | 10 мая 1905 года      | Сдан на слом 1 апреля 1924 года                                       |